# Señor de la guerra
Señor de la guerra es un término, traducido literalmente del inglés warlord, que sirve para hacer referencia a una persona con poder que tiene de facto el control militar y el poder político de un área subnacional, gracias a un grupo de fuerzas armadas leales a dicho individuo y no a la autoridad central. También puede referirse a alguien que sigue el ideal de que la guerra es necesaria, llegando a convertirla en la forma de vida de su gente, y que tiene los medios y la autoridad para declarar una.
La palabra tiene una fuerte connotación de que la persona ejercita un poder mucho mayor del que su título o rango oficial (si es que lo tiene) le permiten legítimamente. La diferencia principal con respecto al feudalismo es que en este último el jefe militar local puede tener una gran autonomía y un ejército personal (al igual que el señor de la guerra), pero su legitimidad todavía deriva de su lealtad personal o formal a una autoridad central.
Se pueden usar los términos adalid y caudillo militar, al referirse estos también a dirigentes militares y políticos de algún grupo y que no tienen necesariamente lealtad a una autoridad central.
Los comandantes en jefe imperiales durante el reinado del Emperador Maximiliano I ostentaban el título de Kriegsherr, cuya traducción literal es "señor de la guerra", si bien no eran realmente señores de la guerra en el sentido estricto de la definición, tal y como la manejamos hoy en día.

## En la historia europea
El fenómeno de los señores de la guerra en Europa está frecuentemente ligado a varias compañías de mercenarios y sus jefes, quienes habitualmente estaban en una posición de poder de facto en el área en la que residían. Estas compañías libres podrían surgir de una situación donde el poder central, reconocido como tal, hubiese caído, como ocurrió, por ejemplo, en la sucesión en el Sacro Imperio Romano Germánico entre 1254 y 1278, o en Francia durante la guerra de los Cien Años que se produjo tras la batalla de Poitiers. Algunos capitanes de compañías libres, como John Hawkwood, Roger de Flor de la Compañía Catalana de Oriente o Hugh Calveley, pueden considerarse como señores de la guerra. Muchos condotiero italianos o El Cid pueden clasificarse a su vez bajo esta definición.
Igualmente, durante el final de la República romana, durante todo el siglo I a. C., cuando se iniciaron las guerras civiles, los señores de la guerra romanos atacaron y tomaron la propia ciudad de Roma. El primero en hacer esto fue Sila, la ciudad cayó en sus manos, después en las de sus enemigos y de nuevo en manos de Sila. Asimismo se podrían considerar señores de la guerra a otros romanos, como Catilina, Pompeyo el Grande, Julio César, o sus herederos, como Octavio Augusto, Marco Antonio, o Marco Junio Bruto.

## En la historia de Japón
Durante la mayor parte del siglo XVI, antes de la era Tokugawa, Japón fue testigo de repetidas guerras entre señores rivales. Cada uno de ellos poseía numerosos castillos, tierras colindantes habitadas por campesinos y un ejército de samuráis. Destacan los siguientes:
- Oda Nobunaga (1534-1582)
- Uesugi Kenshin (1530-1578)
- Takeda Shingen (1521-1573)
- Hōjō Sōun (1432-1519)
- Toyotomi Hideyoshi (1536/1537-1598)
- Date Masamune (1567-1636)
- Tokugawa Ieyasu (1543-1616)
- Akechi Mitsuhide  (1528-1582)
- Sanada Yukimura (1567-1615)
- Asakura Yoshikage (1533-1573)
- Shibata Katsuie (1522-1583)
- Azai Nagamasa (1545-1573)
- Mōri Motonari (1497-1571)

## En la historia de China
Los señores de la guerra ejercieron su control a lo largo de toda China en varias ocasiones en la historia de este país, pero el periodo más notable fue durante la Revolución de Xinhai, cuando numerosas provincias se rebelaron y se declararon independientes del gobierno de la dinastía Qing en 1911 y especialmente en el periodo que abarca desde después de la muerte de Yuan Shikai hasta la Expedición del Norte en 1927. Este periodo de la historia China se ha denominado la "era de los señores de la guerra". Es en este tiempo cuando se acuñó el término.
A pesar de la unificación superficial de China en 1927 bajo el mandato del Kuomintang, con Chiang Kai-shek como líder, el fenómeno siguió siendo un problema hasta la victoria del Partido Comunista de China en 1949.
Los señores de la guerra chinos son representados en el juego de ordenador Hearts of Iron y su secuela, los cuales han sido prohibidos en China. Otro juego de ordenador conocido es la serie de Dynasty Warriors y el videojuego de estrategia Total War: Three Kingdoms. Estos últimos muestran varios señores de la guerra históricos como generales o líderes de sus respectivas dinastías. Algunos personajes principales incluyen figuras destacadas del período de los Tres Reinos. Entre esos personajes históricos destacan:

### Tres Reinos (190-280)
- Cao Cao (155-220)
- Dong Zhuo (¿?-192)
- Gongsun Zan (¿?-199)
- Sun Ce (175-200)
- Sun Quan (182-252)
- Liu Bei (161-223)
- Liu Biao (142-208)
- Liu Zhang (¿?-219)
- Lü Bu (¿?-199)
- Ma Teng (¿?-211)
- Yuan Shao (¿?-202)
- Yuan Shu (¿?-199)

### Rebelión de An Lushan (756-763)
- An Lushan (¿703?-757)
- An Qingxu (¿?-759)
- Shi Siming (703-761)
- Shi Chaoyi (¿?-763)

### Dinastía Jin (1115-1234)
- Puxian Wannu (inicios del siglo XIII)
- Fang La (¿?-1121)

### Dinastía Ming (1368-1644)
- Chen Youliang (1320-1363)
- Mao Wenlong (1579-1629)
- Zheng Zhilong (1604-1661)

### Dinastía Qing (1644-1911)
- Nian Gengyao (1679-1726)
- Yuan Shikai (1859-1916)

### Era de los señores de la guerra
Existieron doce señores de la guerra que sirvieron como comandantes de área de manera oficial:
- Zhang Zuolin (Chang Tso-lin)
- Zhang Xueliang (Chang Hsüeh-liang)
- Zhang Zongchang (Chang Tsung-ch'ang)
- Feng Yuxiang (Feng Yü-hsiang)
- Bai Chongxi (Pai Ch'ung-hsi)
- Yan Xishan (Yen Hsi-shan)
- Wu Peifu
- Ma Bufang

## Señores de la guerra en la actualidad
Este fenómeno aparece en la actualidad en los llamados Estados fallidos (Estados cuyo gobierno central y autoridades internacionales han sido derrocados o existen como mero formalismo sin ningún control efectivo sobre el territorio estatal). Se suelen definir por un alto nivel de clientelismo, inexistencia de un monopolio de la violencia por parte del Estado, un nivel de control burocrático bajo y una gran motivación en prolongar la guerra para mantener su sistema económico, basado principalmente en la extracción de recursos naturales. Actualmente destacan los casos de Somalia, Liberia, República Democrática del Congo, Líbano, la ex Yugoslavia, Afganistán, la región rusa de Chechenia bajo los Kadyrov, Irak, Darfur, Sudán del Sur, Filipinas, Libia, Birmania, Pakistán.
También puede considerarse este fenómeno, aunque en menor escala, en los barrios controlados por el narcotráfico o las "zonas liberadas" en distintos países del mundo.